# Chapelle Sainte-Madeleine de Bissey-la-Côte
La chapelle Sainte-Madeleine est un édifice religieux catholique de style roman situé à Bissey-la-Côte en France (Côte-d'Or).

## Localisation
Cet édifice est situé dans le département français de la Côte-d'Or sur le hameau du Layer-sur-Roche de la commune de Bissey-la-Côte.

## Histoire
Cette chapelle vouée à sainte Madeleine est fondée en 1292 par Raoul de Layer qui y fut enterré.
Rattachée à un prieuré de l'abbaye de Pothières elle est remaniée au XVIe siècle.
Restaurée de 1956 à 1971 elle est  Inscrit MH (1976) à l'inventaire des monuments historiques par arrêté du 7 décembre 1976.

## Architecture
C'est un édifice roman massif à une nef présentant une dizaine de piliers et un arc intermédiaire plus tardif construit pour supporter son clocheton.
La porte, autrefois en plein cintre comme les fenêtres, est réparée et modifiée en 1834.

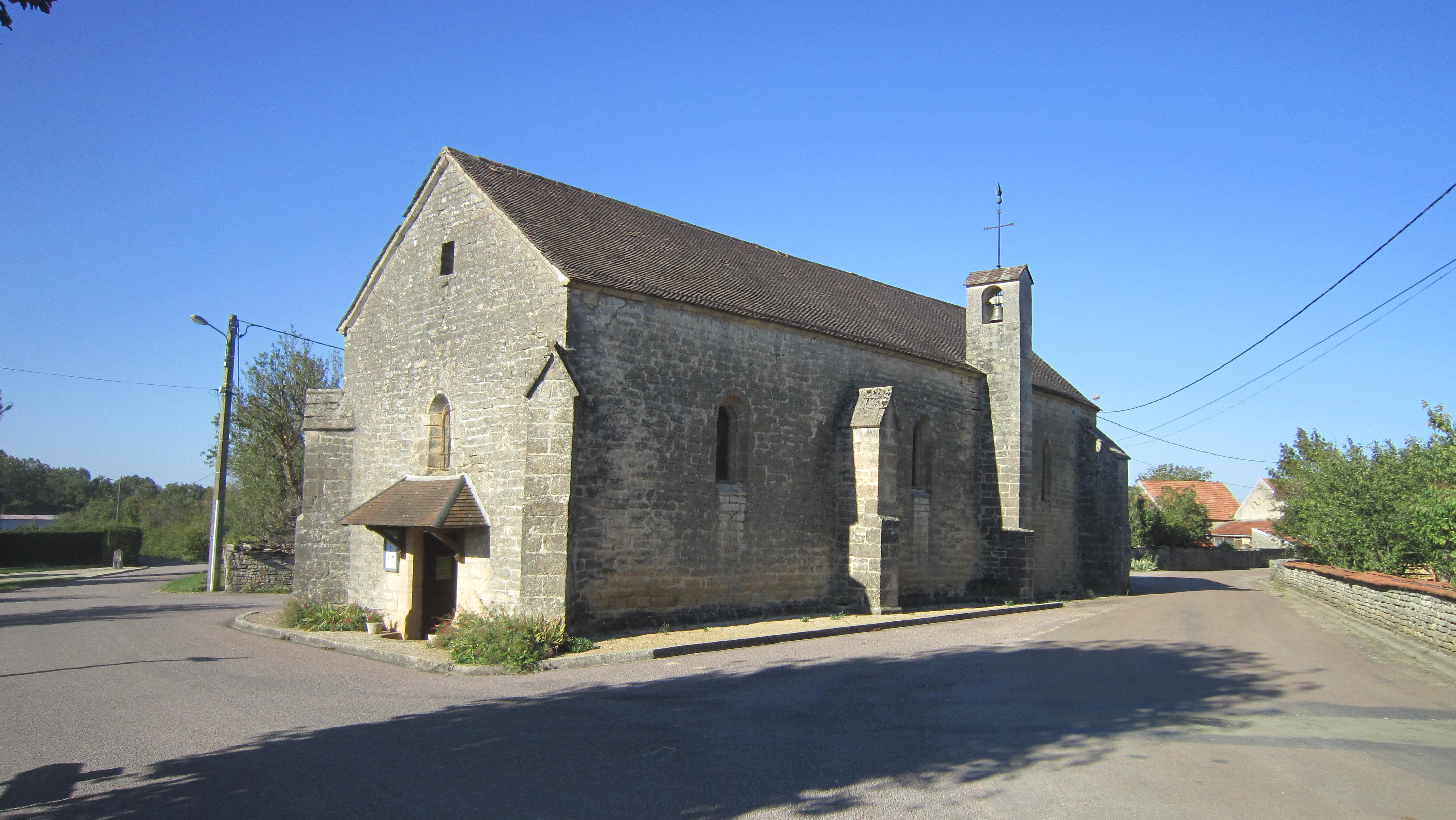
La chapelle et son clocheton
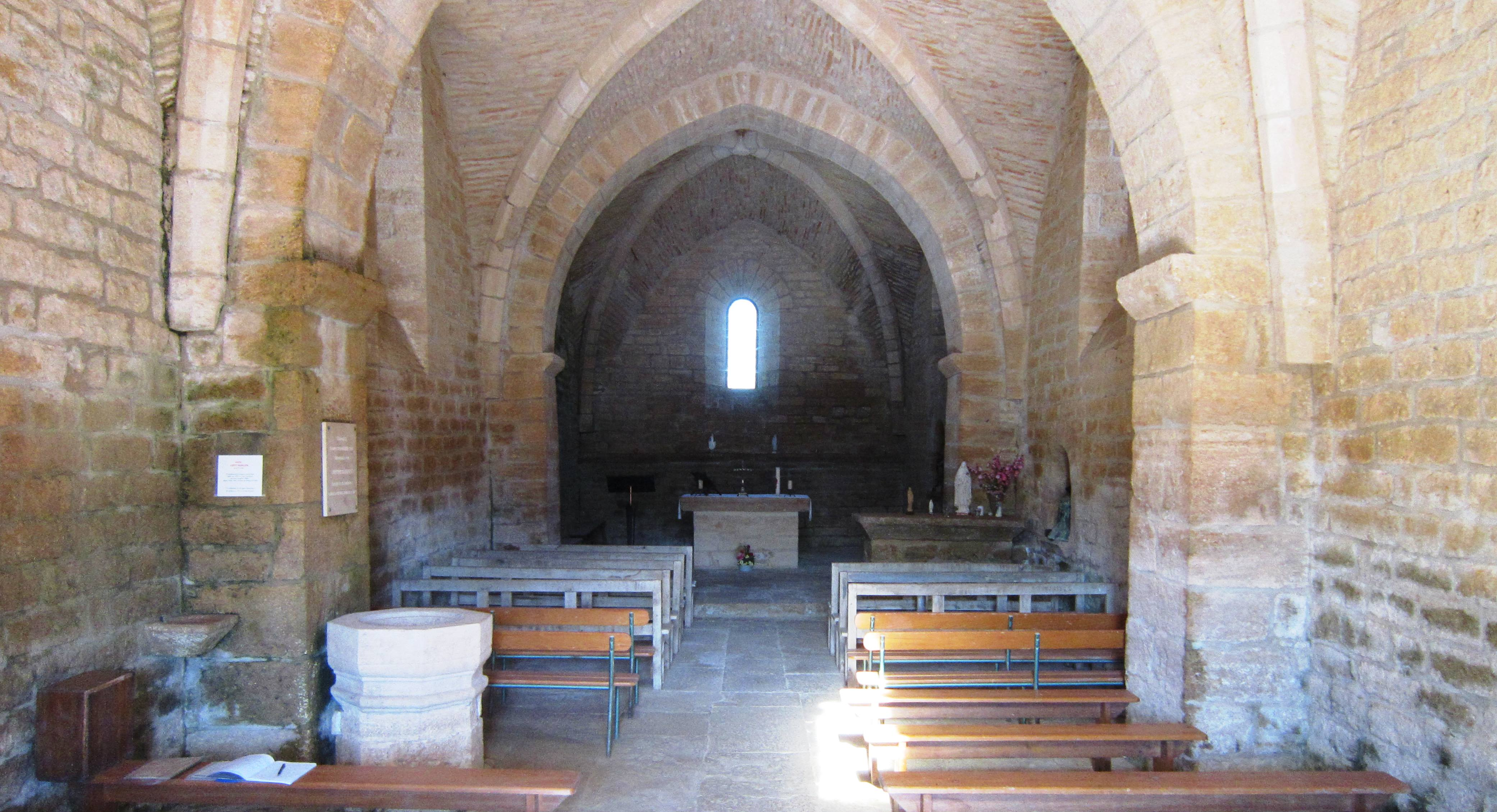
Intérieur de la chapelle

## Mobilier
On note particulièrement :
- Les fonts baptismaux du XVIe siècle.
- Un bas-relief du XVIe siècle.
- Une statue de sainte Anne du début du XVIe siècle.
- Un parement d'autel en bois du XVIIe siècle.
- Un tronc pour offrandes taillé dans une souche d'arbre[2].

## Annexe